# DearS
『DearS』（ディアーズ）は、PEACH-PITによる電撃コミックガオ!に連載された漫画作品、およびそれを原作とするアニメ作品とPlayStation 2用ゲーム作品。

## 概要
原作はPEACH-PITにとって初の長期連載作品で全8巻。ジャンルとしては典型的なエブリデイ・マジック・ラブコメディ。

## ストーリー
宇宙からUFOが不時着した日本。故郷に帰ることができなくなった宇宙人たちを「ディアーズ」と呼んで、彼らをホームステイで迎えいれるようになる。しかし本来ディアーズは他者に依存することで種族の保存を図ってきた者たちであった…。
それから1年後、1人暮らしを満喫していた高校生の幾原武哉はある日、ディアーズの少女と出会う。地球の言語を話せず行き倒れていた少女を放っておけず彼は少女を自室に連れて帰りレンと名付けてしばらく面倒を見ることになる。すると彼女は武哉を「ご主人様」と呼び、そのまま彼の家に居候してしまう。その上、手違いで彼と共に小春高校に通うこととなり、それいらい彼の生活は一変する。レンをライバル視するディアーズの正規留学生・ミゥも現れ、常に騒動の日々を送る羽目になる。
事態を重く見たディアーズ本部はレンの回収を決定するが、その場合には廃棄処分もあり得ると知った武哉は、彼女は自分の奴隷と宣言。レンは一旦は回収の危機を免れる。その後、レンとの生活に慣れた彼の中にレンへの心境の変化が現れてきた。そんな中、レンとの主従関係に悩み家を飛び出した武哉のすきを突き、ディアーズ本部はレンを回収する。
レンが消えて初めて彼女がかけがえのない「家族」であることに気付いた武哉は、単身でディアーズ本部に乗り込みレンを取り戻すことに成功、覚醒したディアーズの統括者・フィナの承認を受け正式にレンの「ご主人様」となる。
臨海学校や宇宙生物「もち」（レンが命名）の飛来などハプニング三昧の夏休みを過ごし2学期を迎えた2人だが、ある日、姿を消していたもちがちびっ子ディアーズのイオを連れて来る。本部と連絡のつかぬキィがイオの処遇を決めあぐねる中、レンはイオを自分と武哉の子と宣言。しばらくは2人が面倒を見るが、やがてイオともちは寧々子宅に預けられる。
イオが加わり益々賑やかになった2人の身辺だが、そんな中、武哉への感情が日に日に募るミゥは、この想いこそディアーズに伝わる伝説の「ギフト」と確信。武哉をご主人様と呼び、レンの気持ちを他所に強引に奴隷として武哉に仕えてしまう。
その後地球人を観察する中でその愚かさに業を煮やしたイオは人類を粛清しようとし、また武哉の父・武造率いる宇宙科学センター側は先手を打ちレンを武哉から引き離した上で宇宙へ放逐しようとする。その中で武哉は自身のレンへの想いを自覚し告白した結果、その想いが通じたのか彼女を放逐せんと打ち上げられたシャトルが帰還、同時期に世間に渦巻いていたディアーズへの反感憎悪は自然に消え、事は（表面上は）丸く収まる。
ゲートであるレンが「想い」の力で変化したことにより、ディアーズ全体に生きる活力が沸き、その結果失われていた生殖能力も復活する。地球人を宿主とは認めなかったイオは希望する仲間を連れ地球を後にする。レンは武哉の許で生きると宣言、ミゥも武哉の事を諦めて新たな恋を探すとイオに従ったものの、肝心の武哉本人が「やりたいことが見つからず、それを探しに新天地に」と同行を決意したため、また元の鞘（?）に収まる。あきれる周囲を尻目に本人は「父を超える人物になって地球に帰還する」と豪語したが、時空の関係上、これが事実上の今生の別れとなったことに最後まで誰も気付かなかった。
なお後日談にて、イオから「ゲート」の意味を聞かされた武哉は、そこで初めてディアーズ達の種馬となる自身の運命に気付くが既に手遅れだった。レンやミゥを始めとする武哉に想いを寄せるディアーズは、愛する者との子ができるかも知れぬ事実に狂喜する。それは地球残留組のキィが「不純な電波」として感知し赤面するほどであった。

## 登場人物
幾原武哉（いくはら たけや）声 - 谷山紀章
主人公。神奈川県立小春高等学校2年生。射手座（アニメ版では牡羊座）。
レンに小春日公園で声をかけ、ついて来た彼女が車にひかれそうになったところを助ける。その後、“ギフト”によりレンの「ご主人様」に選ばれ“認承の儀”を行った。
父親への反抗心からか、宇宙に関わるものにあまり良いイメージを持っておらず、それ故にDearSのことも嫌っている。
アニメ版では、高所恐怖症でもある。
原作では『メルヘン』、アニメ版ではレンタルビデオ店にてバイトしている。マッシヴな男性が店長である。
レンレンレンナグサランレンシーア・ルルンンレン・ナコラ声 - 清水愛
通称：レン / 認識番号：000-3901 / 所属コミュニティ：ルルンンレン / 出身：ナコラ / 階級：シープ種 / 役職：「門（ゲート）」
もう1人の主人公。
好物はメロンパンで、「レンをほめるか?」が口癖。巨乳。料理上手らしいが、（当初は）地球人の味覚に合わなかった。
“ゼロナンバーズ”として繭玉（カプセル）に永久凍結させられていたが、カプセルを輸送中のトラックが事故にあい、永久凍結から目覚めた。その後、小春日公園で声をかけてきた武哉を“ギフト”により「ご主人様」に選び“認承の儀”を行い、武哉の「奴隷」となった。その後は、武哉の部屋に居候していたのだが、DearS留学生にまちがわれ、そのまま小春高校に通う。カプセルを思い出させるのか、狭い場所で寝ることを好み、武哉の部屋の押し入れを占拠する。
“ゼロナンバーズ”と呼ばれているが実際は「門（ゲート）」と呼ばれる特別なDearSで、フィナによって“ゼロナンバーズ”として眠っていた。
シーアノスタルレンナグレグユグ・タナスト・ァウセーム・ルキ・ミゥ
声 - 中原麻衣
通称：ミゥ / 認識番号：1710-0385 / 所属コミュニティ：タナスト / 出身：ァウセーム / 階級：シープ種 / 役職：なし（先代「ブラックシープ」）
準主人公。本来は正規留学生だった。レンより後に学校にやって来たため、偽DearSと疑われた上にレンがかわいがられていることで、彼女をライバル視する。実は幼少時に仕えていたかつての「ご主人様」はコミュニティ内で立場の弱いミゥを常に擁護していたためにミゥも彼のことを敬慕していたのだが、彼は戦争の時にミゥを逃がすために暗所に隠した後に敵方に殺害されてしまった。そのときに自身が何もできなかったことがトラウマとなり、レンに対しきつく当たる。狭くて暗い場所が苦手。武哉が彼女の「ご主人様」になると宣言したことで彼女のトラウマは解消され、同時に武哉に惚れるようになり、恋の面でもレンとはライバル関係になる。原作最終話では武哉への想いを「愛」と自覚した上で身を退きイオと共に宇宙へ旅立とうとするが、武哉本人が同行を決意したために結果的には押し掛け側室状態となった。レンよりやや小振りの乳。ホームステイ先は老夫婦（アニメ版ではミゥとのやり取りが増える）の家。Dears人権容認式典の代表を務めた。
和泉寧々子（いずみ ねねこ）
声 - 斎藤千和
もう1人の準主人公。武哉のアパートの大家の娘で幼馴染。眼鏡っ子。ハンドルネームは「夢見ヶ原りりあ」。いわゆるオタク少女だが口調はかなり老人くさい。レンやミゥをモデルにコスプレ撮影をしたことがあり、胸フェチ（本人は貧乳）。人間用のコスプレ衣装のみならず、人形関連の衣装製作に非凡な才能を示し、後にスカウトも受ける（別作品では、その方面で注文が殺到する有名人）。なお小学生時代にいじめにあっており、武哉に助けてもらったことから彼に恋してはいるが、常に数歩下がって客観的に彼を観察している。なお、最終話で冗談交じりに本心を吐露した。

### 地球人

#### 小春高校
及川彦郎（おいかわ ひころう）声 - 山口勝平
武哉の同級生で友人。愛称オイヒコ。DearSマニアで同級生二人で同盟を組む。
アニメ版では、実家がパン屋（メルヘン）。レンは彼の店の常連客である。父親が調子に乗って、店に来たレンにサービスし過ぎ、母親に絞られているシーンもあり。
野仲宏史（のなか ひろふみ）声 - 諏訪部順一
武哉と同学年のプレイボーイ。自称ヒロくん。校内の女子生徒の顔と名前は、ほぼ記憶している。レンに惚れて、後に武哉に惚れたミゥと共同作戦を取ろうとした。
芳峰蜜香（よしみね みつか）声 - 井上喜久子
小春高校の英語担当教師。男子生徒も引くほどの極度の露出狂であり、トラブルメイカーでもある。授業も、彼女の和訳文はまさに官能小説。手作りの教科書はほぼ彼女の裸体で占められており男子生徒への夜の運動での使用を推奨しているが、普段の授業の時点でほぼ全裸で態度も痴女であるため実用性は低くなっている。元は峠を攻めていた走り屋らしい。
教師としては生徒を大切に思う非常に得難い人材。特にアニメ版では武哉たちを守るため全国ネットの放送で全裸を披露、昼間から乳首まで露出し生放送で中継させるなど、生徒のためなら文字通り体を張れることを証明した（むしろ喜んで全裸を披露しており、中継が終了しそうになると実力行使で全裸を中継させ続けた）。

#### 幾原家
幾原菜月（いくはら なつき）声 - 新谷良子
武哉の義妹。晴海と共に海外で暮らすが、帰国後はキィの友人となる。レンに対しては兄を取られることへの嫌悪感から当初は突き放した態度を取っていた。母親譲りの格闘技を繰り出している。
幾原晴海（いくはら はるみ）声 - 鈴木麻里子
武哉の義母であり、彼にとって憧れの人。仕事関係で娘を連れて、海外に赴任中。菜月の暴走に対する鉄拳制裁もしばしば。必殺技は「晴海ドライバー」。
幾原武造（いくはら たけぞう）
武哉の父親であり、宇宙科学センターの主任。通称ハカセたち。人類を破滅させる可能性があると推測された（実際にはイオが人類を破滅させる力を持っていた）DearSの「門（ゲート）」であるレンを地球外へ追放しようとした。
アニメ未登場。

### DearS

#### ディアーズ本部（コミュニティ）
地球に不時着した「タナスト」と言う名のDearSの組織。
キィ声 - 沢城みゆき
認識番号：4975-3999 / 階級：シープ種 / 役職：「ブラックシープ」
DearS留学生で、菜月と同じ中学校に通っている。当初は欠陥品と思われていたレンを武哉から回収しようとしていたが、失敗に終わり、ルビからお仕置きされる。ホームステイ先の主人から虐待され続けていた。
ニア声 - 田村ゆかり
認識番号：8242-2880 / 階級：シープ種 / 役職：見習い「バイター」
娯楽用特化型 闘奴。
ザキを師匠として慕っているが、彼からは冷たい態度を取られることが多い。猫のような風貌と一人称と語尾が常に「にー」なのが特徴。非常に忘れっぽくて楽観的な性格。
ザキ声 - 平田広明
階級：ドッグ種（元・シープ種） / 役職：「バイター」
娯楽用特化型 闘奴。
ルビの命を受けて、レンを回収せんとしたが逃げられる。後にルビと不和の仲に。“ギフト”により野仲を「ご主人様」に選ぶが“認承の儀”は行っていない（野仲は迷惑がっている）。徹底して無口だが、お茶目な行動も取っている。SG（スーパーガッチリ）系の兄さん。
ルビ声 - 豊口めぐみ
認識番号：92-9979-1059 / 階級：ドッグ種 / 役職：「バーカー」
DearS本部の教官。非情な性格で、当初は欠陥品と称して、「門（ゲート）」（レン）を武哉から回収しようと躍起になっていた。フィナに対しては心を開く。
フィナ
認識番号：99-7856-4421 / 階級：ドッグ種 / 役職：「統括者（ウォッチャー）」
永い眠りから覚め、武哉とレンの関係を認める。原作最終話では統括者として地球に残留したディアーズ達を見守ることとなる。
アニメはオープニングと最終回の最終カットのみ登場。
アユ
階級：シープ種 / 役職：なし
房総地区にホームステイしているご当地ディアーズ。言語は現地語に訛っている。ビーチバレー大会を通し、ミゥと親友の関係に。縁日の出来事を通して、菜月とも友人関係となる。
アニメ未登場。

#### ゼロナンバーズ
レンレンレン・サランレグナグユグ…
認識番号：000-9835 / 所属コミュニティ：不明 / 出身：不明 / 階級：ドッグ種 / 役職：「門番（ゲートキーパー）」
「ハカセたち」からは「サンプルa2」と呼ばれていた。
額の結晶板は、幼生時はシープ種と同じだったが、成体になるとドッグ種と同じになっていた。正体は「統括者（ウォッチャー）」の幼生時の姿である。
突然現れた名称不明の“ゼロナンバーズ”で、後に自らを「イオ」と名乗る。レンが保護者を宣言するが、野仲に懐く。実はフィナの後任統括者であるが、最終話では地球残留組を彼女に託し、自身は希望者を率いて宇宙に旅立った。
アニメ未登場。
もち
命名者 レン
正体不明の謎の生き物。正確にはDearSではないようだが、DearSと同じ結晶板が付いており、レンの記憶を回復させるのに影響を与えたり、レンやイオの背中に取り付いて翼になったりと、DearSとは無関係ではない様子。空から武哉の部屋に降ってきて、そのまま居ついていたのだが、イオが「門番（ゲートキーパー）」として目覚めた後は、イオの翼として飛び回っている。
チナ声 - 桃井はるこ
ゲーム化記念特別キャラクター。
PS2用ソフト《DearS》オリジナルキャラクター。ゲーム化を記念して「イオを捜すゼロナンバーズ」として漫画でゲスト登場し、最終回で再登場した。
アニメでは最終回エンディング及彦のパソコンを通し登場した。
「チナ」とは武哉が付けた名前で、宅配ディナー・チャイナベル（ChinaBell）のChinaより取った。「ハカセたち」からは「サンプルB7」と呼ばれている。
当初はサンプルであり誰からも必要とされない“ゼロナンバーズ”である自分と、友人や家族に恵まれたレンとの違いをねたんでいたが、武哉の優しさにふれ「ご主人様」になって欲しいと願う。
当初の目的は「サンプルa2」、すなわちイオの捜索であり、役目を果たせなかったために永久凍結させられた。原作最終話にて再度覚醒しイオと共に地球を後にする。また後日談ではミゥやとニアとともに側室状態となった（武哉本人の意思は無視）。

## 用語解説
DearS
地球に不時着した宇宙人に、地球人がつけた名前。「親愛なる友達」と言う意味。彼等が以前すんでいた惑星では「奴隷」として他者に依存することで種族の生存をはかっていたが、惑星間戦争の最中に脱出して地球にたどり着いた150名を除き全員がその惑星間戦争で絶滅した経緯を持つ。
Dears人権容認式典
不時着して半年後に行われ、DearSに日本国籍が与えられた。ミゥが式典の代表を務めた。

### DearS語
ギフト
DearSが自発的に飼い主を選び、それが天恵のごとく受容されること。DearSの間では安っぽい伝説だと思われていた。
数字
0（レン） 1（シーア） 2（不明） 3（ナグ） 4（不明） 5（ユグ） 6（不明） 7（ノス） 8（レグ） 9（サラン） 10（タル）と読む。
日本語音で表記されたことのあるレン、ミゥ、イオの認識番号から推測する限り、以上になる。注意したいのは、単に並べられた数字を順に読む場合でも「10」に対して特有の呼称をする模様で、ミゥの認識番号の前半「1710」は、「1・7・1・0」ではなく「1・7・10」と分けられ、「シーア・ノス・タル」と読むものと思われる（日本語で言うなれば通常「イチ・ナナ・イチ・ゼロ」と読む所を「イチ・ナナ・ジュウ」と読むことになる）。他ディアーズの認識番号にもある事から2、4、6に当たる呼称もあるようだが、これらは日本語音で表記された例が作中にないので読みは不明。
ポラーガ
DearS伝統の競技。一定のフィールド内で半永久的にバウンドを続けるいくつかのボールを、制限時間内により多くのボールをとったものが勝ち。ボールからは飼い主の脳波と同じ周波数の電磁波が発生し、その感知の早さで奴隷としての優劣を競う。
ゼロナンバーズ
市場には出せない欠陥奴隷。認識番号が0から始まる。
認承の儀
「ご主人様」が特定のDearSを「奴隷」として使役することを容認する儀式。
フルネーム
DearSの名乗るフルネームは「認識番号・所属コミュニティ・出身・（詳細不明）・名前」の順になっている模様。

#### 階級
DearSは生まれつき階級が決められており、それによってどのような奴隷になるのかが決まる。だが、実力次第でシープ種からドッグ種にもなれるようなので、人種とは意味合いが違う。また、シープ種とドッグ種では額の結晶板の形が異なる。
シープ種
普通に売り買いされる流通用のDearS。
ドッグ種
シープ種の上位種。商品であるシープ種を管理するためにブローカーが直接飼う、業務用のDearS。

#### 役職
DearSのコミュニティにおける仕事の役名。階級によってなれる役職が異なる。
ブラックシープ
シープ種がなる。コミュニティとその他のDearSとの連絡係。地球ではホームステイをしているDearSの世話係でもある。キィ曰く、「雑用係みたいなもの」
バイター
ドッグ種がなる。コミュニティの警備や護衛を担当している。「バーカー」とは同格。
バーカー
ドッグ種がなる。シープ種奴隷の調教が主な仕事。「バイター」とは同格。
統括者（ウォッチャー）
ドッグ種がなる。コミュニティを統括しすべての命令を下す。

##### 門（ゲート）関連
役職に含ませているが、厳密には役職と言えるのかどうか不明
門番（ゲートキーパー）
「門（ゲート）」とともに目覚めた「統括者（ウォッチャー）」の呼び名。
門（ゲート）
ディアーズの未来を司る「運命の子」。本来ディアーズは生殖機能を持たない種族だが、「ゲート」はそれができる変種である。

## アニメ
UHFアニメとして2004年7月11日 - 9月26日（日付はtvkの場合）に放送。放送12話+テレビ未放送1話（DVDにのみ収録）の全13話。なお、第1回放送の1週前には特別番組「DearS前夜祭〜はじめてなんです〜」を放送した。DVD版第一巻には先述の特別番組が収録されているほか、初回限定版にはイベントや声優陣インタビュー等を収録した特典ディスクも付いている。放送開始前に発行された電撃コミックガオ!の付録DVDに「DearS」PS2版ゲームの紹介やアフレコ風景等が収録されている。エンディングテーマは出演声優によるユニット「PoppinS」が担当している。

### 原作との違い
DVD版のみの回を含めて全13回の短期シリーズのため、全体的に早足な展開となり、話も原作の途中で終了となっているが、オイヒコの両親を始めとする地元商店街の面々やミゥのホームステイ先の老夫婦の出番が大幅に増えるなど、昔のアニメでよく見られたご町内もの作品の風味が強められているのが大きな特徴となっている。

### スタッフ
- 原作 - PEACH-PIT『DearS』（メディアワークス「月刊電撃コミックガオ!」連載）
- 監督 - 鈴木行
- シリーズ構成 - 吉岡たかを
- キャラクターデザイン - 越智信次
- メカデザイン - 渡辺義弘
- 美術監督 - 鈴木俊輔
- 色彩設計 - 馬庭由佳
- 撮影監督 - 樋口哲治
- 編集 - 田中恒嗣
- 音響監督 - 菊田浩巳
- 音楽 - 長谷川智樹
- プロデューサー - 大澤信博、国崎久徳、波多野貴康
- プロデュース - GENCO
- アニメーション制作 - 童夢
- 製作 - TeaM DearS（バンダイビジュアル、メディアワークス、ランティス、ジェンコ）

### 主題歌
オープニングテーマ「ラブスレイブ」
作詞・作曲 - 桃井はるこ / 編曲 - 小池雅也 / 歌 - UNDER17
エンディングテーマ「HAPPY COSMOS」
作詞 - 畑亜貴 / 作曲・編曲 - 田村信二 / 歌 - PoppinS

### 各話リスト
| 話数 | サブタイトル        | 脚本       | 絵コンテ        | 演出               | 作画監督                            |
| ---- | ------------------- | ---------- | --------------- | ------------------ | ----------------------------------- |
| 1    | 甘噛みたいの        | 吉岡たかを | 鈴木行          | 江島泰男           | 清丸悟                              |
| 2    | 小さかったかしら    | 吉岡たかを | オザワカズヒロ  | オザワカズヒロ     | 齋藤雅和 米本亨 大河原晴男 石川洋一 |
| 3    | たま! たま!         | 吉岡たかを | 谷岡しろう      | わたなべぢゅんいち | 村上龍一                            |
| 4    | 口をふけ            | 吉岡たかを | 米田和博        | 米田和博           | ふくだのりゆき                      |
| 5    | トギ……?             | 吉岡たかを | あべたつや      | 三宅雄一郎         | 阿部達也                            |
| 6    | 欲求不満ですわ      | 吉岡たかを | 鈴木行          | わたなべぢゅんいち | 蒼邑鹿三 山沢実                     |
| 7    | いやらしい……        | 吉岡たかを | オザワカズヒロ  | オザワカズヒロ     | 松原一之                            |
| 8    | マ、マイ・ボール…   | 吉岡たかを | 水本葉月 鈴木行 | 米田和博           | ふくだのりゆき                      |
| 9    | チクッとした        | 吉岡たかを | 福本潔          | 福本潔             | 青野厚司 岡村正弘                   |
| 10   | 金の玉ですの!?      | 吉岡たかを | 鈴木行          | 米田和博           | 越智信次                            |
| 11   | らんこーするですに! | 吉岡たかを | 鈴木行 勇轍夫   | 広嶋秀樹           | 梶浦紳一郎                          |
| 12   | 経験……してみる?     | 吉岡たかを | 倉田ちとせ      | オザワカズヒロ     | 阿部達也 清丸悟                     |
| 13   | ……しかも熱かった    | 吉岡たかを | 鈴木行          | 米田和博           | ふくだのりゆき 越智信次             |

※第10話はTV放送はなし。DVDにのみ収録。

### 放送局
初回は特別番組『DearS 前夜祭 ～はじめてなんです～』を放送。出典は2004年8月中旬 - 9月上旬時点のものとする
| 放送地域 | 放送局           | 放送期間               | 放送日時              | 放送区分       | 備考             |
| -------- | ---------------- | ---------------------- | --------------------- | -------------- | ---------------- |
| 神奈川県 | tvk              | 2004年7月4日 - 9月26日 | 日曜 0:30 - 1:00      | 独立UHF局      |                  |
| 千葉県   | ちばテレビ       | 2004年7月4日 - 9月26日 | 日曜 23:30 - 翌日0:00 | 独立UHF局      |                  |
| 埼玉県   | テレ玉           | 2004年7月5日 - 9月27日 | 月曜 0:35 - 1:05      | 独立UHF局      |                  |
| 愛知県   | テレビ愛知       | 2004年7月6日 - 9月28日 | 火曜 1:58 - 2:28      | テレビ東京系列 |                  |
| 広島県   | 広島ホームテレビ | 2004年7月6日 - 9月28日 | 火曜 2:16 - 2:46      | テレビ朝日系列 |                  |
| 北海道   | テレビ北海道     | 2004年7月6日 - 9月28日 | 火曜 2:30 - 3:00      | テレビ東京系列 |                  |
| 兵庫県   | サンテレビ       | 2004年7月7日 - 9月29日 | 水曜 0:00 - 0:30      | 独立UHF局      |                  |
| 東京都   | 東京MXテレビ     | 2004年7月7日 - 9月29日 | 水曜 1:00 - 1:30      | 独立UHF局      |                  |
| 福岡県   | TVQ九州放送      | 2004年7月7日 - 9月29日 | 水曜 2:55 - 3:25      | テレビ東京系列 |                  |
| 日本全域 | AT-X             |                        |                       | CS放送         | リピート放送あり |

### PoppinS
リリーヌ・リリーヌ役の中原麻衣とルルーナ・ルルーナ役の清水愛による音楽ユニット。
「謎の宇宙人ユニット」ということになっており（従って声優ユニットではない事になっている）、CMやCDジャケットでは奇抜な衣装と背景で登場した。
ディスコグラフィ
- シングル
  - 恋のJET SHOOTER/SukiSuki☆Moon（2004年5月26日、LACM-4131）
    - ラジオ大阪系「DearS×DearS」主題歌
    - PS2用ゲームソフト『DearS』主題歌

  - HAPPY COSMOS/地球にぴんぽ〜ん（2004年8月25日、LACM-4148、DVD付）
    - テレビアニメ版エンディングテーマ

- アルバム
  - PoppinS SIZE（2004年10月27日、LACA-5330、DVD付）
    1. HAPPY COSMOS【CRAZY ORCHESTRA MIX】
    2. 地球にぴんぽ〜ん【PP style】
    3. 恋のJET SHOOTER【yadabaka mix】
    4. さらっちゃって流れ星
      - ラジオ大阪系「DearS×DearS」新エンディングテーマ

    5. Suki Suki☆Moon【GARDEN mix】
    6. PingPongLoop

## ゲーム
PlayStation 2用ソフトとして、メディアワークスから2004年6月24日に発売。CERO15才以上対象。
チナ役を桃井はるこが担当した。

## 他作品とのリンク
月刊コミック電撃ガオ!2004年2月号に、『DearS』のメインキャラが、他誌でPEACH-PITが連載しているRozen MaidenとZOMBIE-LOANのメインキャラと共演しているオマケ漫画が掲載された。コミックスの第六巻に掲載。

## ラジオ番組
『DearS×DearS』（ディアーズ・ディアーズ）
パーソナリティは清水愛（レン役）、中原麻衣（ミゥ役）、谷山紀章（武哉役）。
ラジオ大阪、TBSラジオ、信越放送の3局で「ゴクラク!もえもえステーション」枠にて、2004年4月3日から12月25日まで（信越放送は1日遅れ）全39回放送された。
2005年1月からはインターネットラジオに移行し、月1回更新されていたが、同年3月に全3回で終了した。
- ご主人さまの命令
- DearS　み〜〜〜っけ！
- うわさのPoppinS
- 武哉のG・E・N・K・A・I　MAX!

## 商品
- 電撃コミックス
  - DearS 01 ISBN 4-8402-2086-7
  - DearS 02 ISBN 4-8402-2206-1
  - DearS 03 ISBN 4-8402-2343-2
  - DearS 04 ISBN 4-8402-2478-1
  - DearS 05 ISBN 4-8402-2651-2
  - DearS 06 ISBN 4-8402-2797-7
  - DearS 07 ISBN 4-8402-3011-0
  - DearS 08 ISBN 4-8402-3289-X
  - DearS 公式コミックファンブック ISBN 4-8402-2980-5
  - DearS PEACH-PIT画集 ISBN 4-8402-3340-3
- DVD
  - DearS 1st contact BCBA-1909
  - DearS 2nd contact BCBA-1910
  - DearS 3rd contact BCBA-1911
  - DearS 4th contact BCBA-1912
  - DearS 5th contact BCBA-1913
  - DearS 6th contact BCBA-1914
  - DearS 7th contact BCBA-1915